# ルーハー
ルーハー（Rūhā; マンダ語: ࡓࡅࡄࡀ）は、マンダ教における闇の世界または冥界の女王。彼女は、闇の世界の王である息子のウルと、ウルとの間の子供である七曜と黄道十二宮と共に冥界を支配している。
彼女は色欲、穢れ（即ち、月経の不浄）、および他の女性の負の特質に関連付けられている。

## 子供
ルーハーは、『ギンザー・ラバ』の第5巻に記載されている闇の世界の巨人の一人であるガフとの間にウルと呼ばれる息子を産んでいる。その後、彼女はウルと近親相姦を行い、七曜と黄道十二宮を出産する。
ルーハーはまた、ノアの妻アンフライタに変装し、彼と寝て、ハム、セム、ヤペテの3人の息子を出産した。

## 類似
マンダ教におけるルーハーの物語は、ソフィアがプレーローマから流出するというグノーシス主義の物語と類似しているものの一つである。ルーハーは、「堕ちて」息子のウルを産むまで、光の世界に住んでいた:532。